# 이상진역

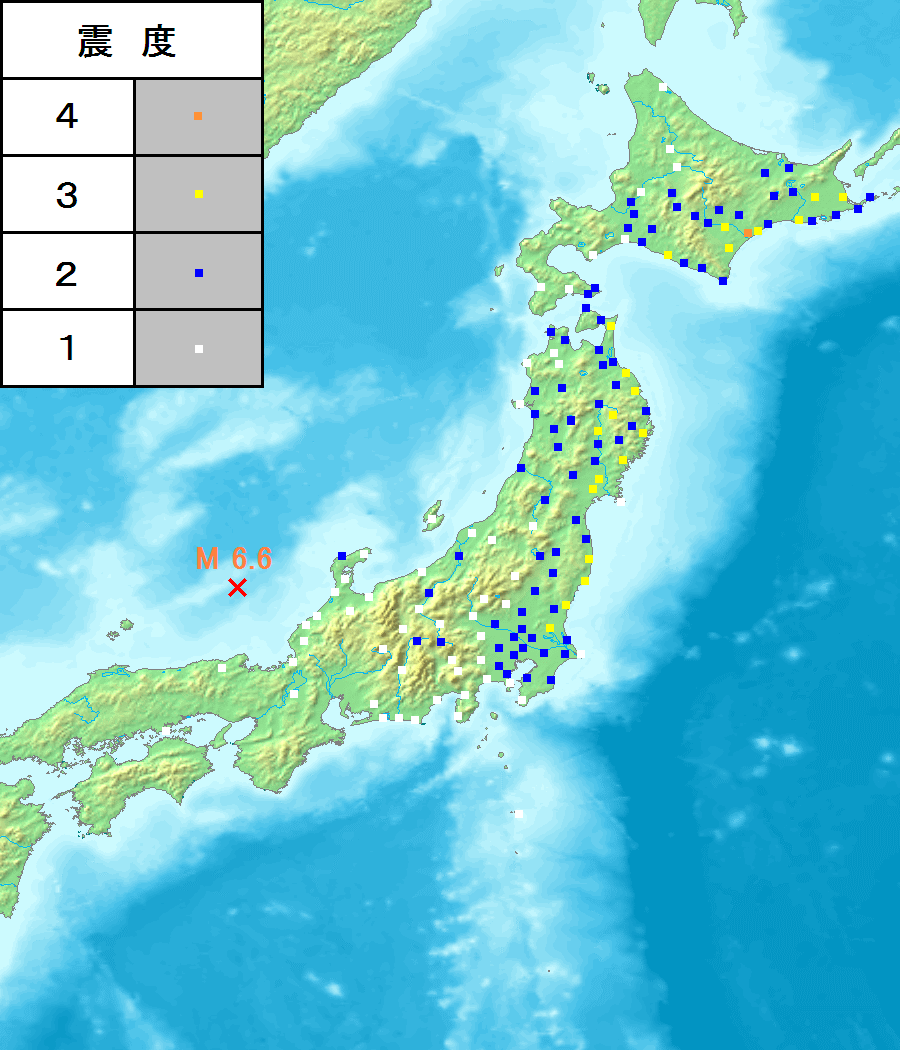
2007년 7월 16일 23시 18분경(JST) 일어난 진원과 일본 각지의 진도. 진원은 교토 해역이며 진원 깊이는 370km이다. 진앙 부근에서는 진동을 거의 감지하지 못했지만, 홋카이도 우라호로정에서는 일본 기상청 진도 계급 기준 최대진도 4의 강한 진동을 느꼈다.

이상진역(異常震域, zone of abnormal seismic intensity)은 일반적인 지진이 진원에서 지진 진동이 가장 크고 동심원상으로 퍼질수록 진동이 약해지는 것과는 달리 관측한 지진의 진도가 거리에 반비례하지 않는 현상이나 이러한 현상을 보이는 지역을 의미한다. 1920년대 처음 사용되기 시작한 용어로 진원에서 멀리 떨어진 곳에서 진도가 비정상적으로 커지는 현상은 땅속에 지진이 전해지는 특별한 허점이 있다고 생각해 "지진길"이라는 이름도 있었다.

## 특성
이러한 이상진역이 일어나는 원인에는 두가지가 있다. 첫째는 주변의 지형이 연약지반이거나 회절이 잘 되는 지반 등 지반 상태가 주변과 달라 지진파가 잘 전해지거나, 또 다른 이유로는 상부맨틀의 지진파 속도의 차이와 감쇄 정도가 지진파가 흐르는 경로와 멘틀의 구조마다 달라 거의 감쇄되지 않는 등의 이유이다.
전자의 예로는 그 지역의 지반이 연약지반일 경우 지진파가 거의 감쇠되지 않거나 증폭되어 강한 진동을 느끼는 경우가 있다. 예를 들어 일본 가나가와현 니노미야정의 경우에는 지진계가 설치되어 있는 나카지구(中里地区) 소방서가 원래 주변의 논밭 지역을 정리하여 매립한 후 주택지를 지은 곳이라 지반이 약했다. 이로 인해 2015년 5월 30일 오가사와라 제도 서쪽 해역에서 일어난 깊이 682km, 일본 기상청 규모 Mj8.1의 지진에서 니노미야정은 일본 기상청 진도 계급 5강을 관측했으나 정작 진원보다 더 가까운 오이소정은 최대진도4를 감지하였고 가나가와현 대부분 지역에서는 진도 2-3을 관측하였다.
후자의 대표적인 예로는 2007년 7월 16일 태평양판에 일어난 교토 해역 동해의 심발지진인데 이 지진은 교토의 진도는 거의 작았으며 상대적으로 거리가 더 먼 홋카이도에서 진도를 강하게 느꼈으나 판 경계를 넘은 간사이 지방과 주부 지방은 흔들림을 거의 느끼지 않은 이상진역이다. 또한 후자의 예는 심발지진의 경우 이러한 현상이 뚜렷하게 나타나는데, 판은 단단한 암반이지만 판 경계에선 미끄럼면이나 파쇄대 등의 연약지반이 존재하여 지진파가 판 경계를 넘을 때는 급격하게 감쇠되지만 같은 판 내에서는 지진파가 거의 감쇠되지 않는다. 또한 대규모 심발지진에서는 지상까지 긴 경로를 지나며 장주기 지진동 등 저주파 성분만 강하게 남아 특정 지역의 마천루만 강하게 흔들리는 등의 이상진역이 일어난다.

## 같이 보기
- 심발지진
- 지진파